# Шавгулидзе, Тенгиз Евгеньевич
Тенгиз Евгеньевич Шавгулидзе (1913—1986) — советский инженер-железнодорожник, изобретатель, оружейный конструктор, партизан Великой Отечественной войны.

## Биография
Родился 3 декабря 1913 года в Кутаиси в семье железнодорожника, машиниста паровоза Евгения Ананьевича Шавгулидзе. После Октябрьской революции семья оказалась в Москве, где отец устроился на работу машинистом на Московский тормозной завод. Управляя паровозом, принимал участие при конструировании и испытании тормозных приборов.
Тенгиз по окончании школы устроился на МТЗ слесарем и помощником машиниста паровоза. В 1937 году он окончил Московский институт инженеров железнодорожного транспорта (ныне Российский университет транспорта). Работал инженером-диспетчером в Центральном паровозном управлении Народного комиссариата путей сообщения, как и отец, занимался рационализаторством. Первый патент в области тормозного оборудования получил в 1938 году. 5 октября 1939 года был призван в Красную армию, служил в железнодорожных войсках командиром тягового взвода 5-й отдельной эксплуатационной железнодорожной роты.
Начало Великой Отечественной войны встретил на территории Украины. Осенью 1941 года попал в окружение. Раненый, потерял сознание, оказался в немецком плену. Содержался в шталаге 301/Z близ города Славута. С помощью украинских подпольщиков весной 1942 года бежал из лагеря. Воевал в одном из отрядов Каменец-Подольского партизанского соединения имени Михайлова. После разгрома отряда карателями с группой своих товарищей ушёл в белорусское Полесье, где в июне 1942 года вступил в ряды партизанского отряда Минского партизанского соединения В. И. Козлова. Изобретательское мастерство инженера Тенгиза Шавгулидзе проявилось в отряде в первые же дни, когда командование поручило ему организовать ремонт и восстановление оружия и военного имущества. В январе 1943 года он был переведён в штаб соединения на должность инструктора подрывного дела. Первым его изобретением стал знаменитый «клин Шавгулидзе» (сбрасывающий башмак Шавгулидзе) — устройство, предназначенное для пуска под откос эшелонов противника. Затем изобретал в партизанских условиях различное оружие на базе советских образцов вооружения. В феврале 1944 года был переведён для работы в Центральный штаб партизанского движения. В 1945 году уволен в запас в звании старшего инженер-лейтенанта, будучи автором более 20 уникальных образцов партизанского вооружения.
После войны работал инженером-конструктором во Всесоюзном научно-исследовательском институте железнодорожного транспорта. В начале 1950-х годов был приглашён в Специальное конструкторское бюро тормозостроения при Московском тормозном заводе. Участвовал в разработках уникальных образцов тормозного оборудования для железнодорожного транспорта СССР. Затем возглавлял конструкторское бюро приборов Московского метрополитена. Многие сконструированные им аппараты применяются до сих пор.
Тенгиз Евгеньевич Шавгулидзе также преподавал в Технической школе Московского метрополитена. Итогом его трудового пути стало 85 внедренных на железнодорожном транспорте и метрополитене изобретений, за которые он был удостоен звания «Заслуженный изобретатель РСФСР». Был награждён орденами Отечественной войны I степени, Красного Знамени и медалями, в числе которых «Партизану Отечественной войны» 2-й степени.
С 1974 года на пенсии. Умер в Москве 30 декабря 1986 года, похоронен на Введенском кладбище.

## Семья
Сын — Шавгулидзе Евгений Тенгизович (род. 30.11.1950), доктор физико-математических наук, профессор кафедры математического анализа механико-математического факультета Московского государственного университета имени М. В. Ломоносова и профессор кафедры математики Специализированного учебно-научного центра МГУ.